# Оскар (кинопремия, 1999)
71-я церемония вручения наград премии «Оскар» за заслуги в области кинематографа за 1998 год состоялась 21 марта 1999 года в Dorothy Chandler Pavilion (Лос-Анджелес, Калифорния). Номинанты были объявлены 9 февраля 1999 года. Ведущей церемонии в третий раз выступила актриса Вупи Голдберг.

## Фильмы, получившие несколько номинаций
| Фильм                                          | номинации | победы |
| ---------------------------------------------- | --------- | ------ |
| • Влюблённый Шекспир / Shakespeare in Love     | 13        | 7      |
| • Спасти рядового Райана / Saving Private Ryan | 11        | 5      |
| • Жизнь прекрасна / La vita è bella            | 7         | 3      |
| • Елизавета / Elizabeth                        | 7         | 1      |
| • Тонкая красная линия / The Thin Red Line     | 7         | -      |
| • Армагеддон / Armageddon                      | 4         | -      |
| • Боги и монстры / Gods and Monsters           | 3         | 1      |
| • Шоу Трумана / The Truman Show                | 3         | -      |
| • Плезантвиль / Pleasantville                  | 3         | -      |
| • Скорбь / Affliction                          | 2         | 1      |
| • Принц Египта (м/ф) / The Prince of Egypt     | 2         | 1      |
| • Куда приводят мечты / What Dreams May Come   | 2         | 1      |
| • Центральный вокзал / Central do Brasil       | 2         | -      |
| • Хилари и Джеки / Hilary and Jackie           | 2         | -      |
| • Гражданский иск / A Civil Action             | 2         | -      |
| • Простой план / A Simple Plan                 | 2         | -      |
| • Основные цвета / Primary Colors              | 2         | -      |
| • Вне поля зрения / Out of Sight               | 2         | -      |
| • Маска Зорро / The Mask of Zorro              | 2         | -      |

## Список лауреатов и номинантов
★ Победители выделены отдельным цветом. 

### Основные категории
| Категории                                                                                             | Лауреаты и номинанты                                                                                         | Лауреаты и номинанты                                                                                         |
| --- | --- | --- |
| Лучший фильм (награды вручал Харрисон Форд)                                                           | ★ Влюблённый Шекспир (продюсеры: Дэвид Парфитт, Донна Джильотти, Харви Вайнштейн, Эдвард Цвик и Марк Норман) | ★ Влюблённый Шекспир (продюсеры: Дэвид Парфитт, Донна Джильотти, Харви Вайнштейн, Эдвард Цвик и Марк Норман) |
| Лучший фильм (награды вручал Харрисон Форд)                                                           | • Елизавета (продюсеры: Элисон Оуэн, Эрик Феллнер и Тим Беван)                                               | |
| Лучший фильм (награды вручал Харрисон Форд)                                                           | • Жизнь прекрасна (продюсеры: Эльда Ферри и Джанлуиджи Браски)                                               | |
| Лучший фильм (награды вручал Харрисон Форд)                                                           | • Спасти рядового Райана (продюсеры: Стивен Спилберг, Йен Брайс, Марк Гордон и Гари Левинсон)                | |
| Лучший фильм (награды вручал Харрисон Форд)                                                           | • Тонкая красная линия (продюсеры: Роберт Майкл Гейслер, Джон Робердо и Грант Хилл)                          | |
| Лучший режиссёр (награду вручал Кевин Костнер)                                                        | | ★ Стивен Спилберг за фильм «Спасти рядового Райана»                                                          |
| Лучший режиссёр (награду вручал Кевин Костнер)                                                        | • Роберто Бениньи — «Жизнь прекрасна»                                                                        | |
| Лучший режиссёр (награду вручал Кевин Костнер)                                                        | • Джон Мэдден — «Влюблённый Шекспир»                                                                         | |
| Лучший режиссёр (награду вручал Кевин Костнер)                                                        | • Терренс Малик — «Тонкая красная линия»                                                                     | |
| Лучший режиссёр (награду вручал Кевин Костнер)                                                        | • Питер Уир — «Шоу Трумана»                                                                                  | |
| Лучший актёр (награду вручала Хелен Хант)                                                             | Роберто Бениньи                                                                                              | ★ Роберто Бениньи — «Жизнь прекрасна» (за роль Гуидо Орефиче)                                                |
| Лучший актёр (награду вручала Хелен Хант)                                                             | Роберто Бениньи                                                                                              | • Том Хэнкс — «Спасти рядового Райана» (за роль капитана Джона Миллера)                                      |
| Лучший актёр (награду вручала Хелен Хант)                                                             | Роберто Бениньи                                                                                              | • Иэн Маккеллен — «Боги и монстры» (за роль Джеймса Уэйла)                                                   |
| Лучший актёр (награду вручала Хелен Хант)                                                             | Роберто Бениньи                                                                                              | • Ник Нолти — «Скорбь» (за роль Уэйда Уайтхауса)                                                             |
| Лучший актёр (награду вручала Хелен Хант)                                                             | Роберто Бениньи                                                                                              | • Эдвард Нортон — «Американская история Икс» (за роль Дерека Виньярда)                                       |
| Лучшая актриса (награду вручал Джек Николсон)                                                         | Гвинет Пэлтроу                                                                                               | ★ Гвинет Пэлтроу — «Влюблённый Шекспир» (за роль Виолы де Лессепс)                                           |
| Лучшая актриса (награду вручал Джек Николсон)                                                         | Гвинет Пэлтроу                                                                                               | • Кейт Бланшетт — «Елизавета» (за роль королевы Англии Елизаветы I)                                          |
| Лучшая актриса (награду вручал Джек Николсон)                                                         | Гвинет Пэлтроу                                                                                               | • Фернанда Монтенегру — «Центральный вокзал» (за роль Доры)                                                  |
| Лучшая актриса (награду вручал Джек Николсон)                                                         | Гвинет Пэлтроу                                                                                               | • Мерил Стрип — «Истинные ценности» (за роль Кейт Галден)                                                    |
| Лучшая актриса (награду вручал Джек Николсон)                                                         | Гвинет Пэлтроу                                                                                               | • Эмили Уотсон — «Хилари и Джеки» (за роль Жаклин дю Пре)                                                    |
| Лучший актёр второго плана (награду вручала Ким Бейсингер)                                            | Джеймс Коберн                                                                                                | ★ Джеймс Коберн — «Скорбь» (за роль Глена Уайтхауса)                                                         |
| Лучший актёр второго плана (награду вручала Ким Бейсингер)                                            | Джеймс Коберн                                                                                                | • Роберт Дюваль — «Гражданский иск» (за роль Джерома Фэчера)                                                 |
| Лучший актёр второго плана (награду вручала Ким Бейсингер)                                            | Джеймс Коберн                                                                                                | • Эд Харрис — «Шоу Трумана» (за роль Кристофа)                                                               |
| Лучший актёр второго плана (награду вручала Ким Бейсингер)                                            | Джеймс Коберн                                                                                                | • Джеффри Раш — «Влюблённый Шекспир» (за роль Филипа Хенслоу)                                                |
| Лучший актёр второго плана (награду вручала Ким Бейсингер)                                            | Джеймс Коберн                                                                                                | • Билли Боб Торнтон — «Простой план» (за роль Джейкоба Митчелла)                                             |
| Лучшая актриса второго плана (награду вручал Робин Уильямс)                                           | Джуди Денч                                                                                                   | ★ Джуди Денч — «Влюблённый Шекспир» (за роль королевы Англии Елизаветы I)                                    |
| Лучшая актриса второго плана (награду вручал Робин Уильямс)                                           | Джуди Денч                                                                                                   | • Кэти Бэйтс — «Основные цвета» (за роль Либби Холден)                                                       |
| Лучшая актриса второго плана (награду вручал Робин Уильямс)                                           | Джуди Денч                                                                                                   | • Бренда Блетин — «Голосок» (за роль Мэри Хофф)                                                              |
| Лучшая актриса второго плана (награду вручал Робин Уильямс)                                           | Джуди Денч                                                                                                   | • Рэйчел Гриффитс — «Хилари и Джеки» (за роль Хилари дю Пре)                                                 |
| Лучшая актриса второго плана (награду вручал Робин Уильямс)                                           | Джуди Денч                                                                                                   | • Линн Редгрейв — «Боги и монстры» (за роль Ханны)                                                           |
| Лучший сценарий, созданный непосредственно для экранизации (награды вручали Голди Хоун и Стив Мартин) | Том Стоппард                                                                                                 | ★ Марк Норман и Том Стоппард — «Влюблённый Шекспир»                                                          |
| Лучший сценарий, созданный непосредственно для экранизации (награды вручали Голди Хоун и Стив Мартин) | Том Стоппард                                                                                                 | • Уоррен Битти и Джереми Пиксер — «Булворт»                                                                  |
| Лучший сценарий, созданный непосредственно для экранизации (награды вручали Голди Хоун и Стив Мартин) | Том Стоппард                                                                                                 | • Винченцо Черами и Роберто Бениньи — «Жизнь прекрасна»                                                      |
| Лучший сценарий, созданный непосредственно для экранизации (награды вручали Голди Хоун и Стив Мартин) | Том Стоппард                                                                                                 | • Роберт Родэт — «Спасти рядового Райана»                                                                    |
| Лучший сценарий, созданный непосредственно для экранизации (награды вручали Голди Хоун и Стив Мартин) | Том Стоппард                                                                                                 | • Эндрю Никкол — «Шоу Трумана»                                                                               |
| Лучший адаптированный сценарий (награду вручали Голди Хоун и Стив Мартин)                             | ★ Билл Кондон — «Боги и монстры»                                                                             | ★ Билл Кондон — «Боги и монстры»                                                                             |
| Лучший адаптированный сценарий (награду вручали Голди Хоун и Стив Мартин)                             | • Скотт Фрэнк — «Вне поля зрения»                                                                            | |
| Лучший адаптированный сценарий (награду вручали Голди Хоун и Стив Мартин)                             | • Элейн Мей — «Основные цвета»                                                                               | |
| Лучший адаптированный сценарий (награду вручали Голди Хоун и Стив Мартин)                             | • Скотт Б. Смит — «Простой план»                                                                             | |
| Лучший адаптированный сценарий (награду вручали Голди Хоун и Стив Мартин)                             | • Терренс Малик — «Тонкая красная линия»                                                                     | |
| Лучший фильм на иностранном языке (награду вручала Софи Лорен)                                        | ★ Жизнь прекрасна / La vita è bella (Италия) реж. Роберто Бениньи                                            | ★ Жизнь прекрасна / La vita è bella (Италия) реж. Роберто Бениньи                                            |
| Лучший фильм на иностранном языке (награду вручала Софи Лорен)                                        | • Центральный вокзал / Central do Brasil (Бразилия) реж. Вальтер Саллес                                      | |
| Лучший фильм на иностранном языке (награду вручала Софи Лорен)                                        | • Дети небес / بچه‌های آسمان (Bacheha-Ye aseman) (Иран) реж. Маджид Маджиди                                   | |
| Лучший фильм на иностранном языке (награду вручала Софи Лорен)                                        | • Дедушка / El abuelo (Испания) реж. Хосе Луис Гарси                                                         | |
| Лучший фильм на иностранном языке (награду вручала Софи Лорен)                                        | • Танго / Tango (Аргентина) реж. Карлос Саура                                                                | |

### Другие категории
| Категории                                                      | Лауреаты и номинанты | Лауреаты и номинанты                                                                  |
| -------------------------------------------------------------- | --- | ------------------------------------------------------------------------------------- |
| Лучшая музыка: Саундтрек к драматическому фильму               | Никола Пьовани | ★ Никола Пьовани — «Жизнь прекрасна»                                                  |
| Лучшая музыка: Саундтрек к драматическому фильму               | Никола Пьовани | • Дэвид Хиршфелдер — «Елизавета»                                                      |
| Лучшая музыка: Саундтрек к драматическому фильму               | Никола Пьовани | • Рэнди Ньюман — «Плезантвиль»                                                        |
| Лучшая музыка: Саундтрек к драматическому фильму               | Никола Пьовани | • Джон Уильямс — «Спасти рядового Райана»                                             |
| Лучшая музыка: Саундтрек к драматическому фильму               | Никола Пьовани | • Ханс Циммер — «Тонкая красная линия»                                                |
| Лучшая музыка: Саундтрек к музыкальному или комедийному фильму | ★ Стивен Уорбек — «Влюблённый Шекспир» | ★ Стивен Уорбек — «Влюблённый Шекспир»                                                |
| Лучшая музыка: Саундтрек к музыкальному или комедийному фильму | • Рэнди Ньюман — «Приключения Флика» |                                                                                       |
| Лучшая музыка: Саундтрек к музыкальному или комедийному фильму | • Мэттью Уайлдер (музыка), Дэвид Зиппель (слова), Джерри Голдсмит (оркестровая партитура) — «Мулан»                                                                    |                                                                                       |
| Лучшая музыка: Саундтрек к музыкальному или комедийному фильму | • Марк Шейман — «Целитель Адамс» |                                                                                       |
| Лучшая музыка: Саундтрек к музыкальному или комедийному фильму | • Стивен Шварц (музыка и слова), Ханс Циммер (оркестровая партитура) — «Принц Египта»                                                                                  |                                                                                       |
| Лучшая песня к фильму (награду вручала Дженнифер Лопес)        | ★ When You Believe — «Принц Египта» — музыка и слова: Стивен Шварц | ★ When You Believe — «Принц Египта» — музыка и слова: Стивен Шварц                    |
| Лучшая песня к фильму (награду вручала Дженнифер Лопес)        | • I Don’t Want to Miss a Thing — «Армагеддон» — музыка и слова: Дайан Уоррен                                                                                           |                                                                                       |
| Лучшая песня к фильму (награду вручала Дженнифер Лопес)        | • The Prayer — «Волшебный меч: В поисках Камелота» — музыка: Кэрол Байер Сейджер и Дэвид Фостер, слова: Кэрол Байер Сейджер, Дэвид Фостер, Тони Ренис и Альберто Теста |                                                                                       |
| Лучшая песня к фильму (награду вручала Дженнифер Лопес)        | • A Soft Place To Fall — «Заклинатель лошадей» — музыка и слова: Эллисон Мурер и Гвил Оуэн                                                                             |                                                                                       |
| Лучшая песня к фильму (награду вручала Дженнифер Лопес)        | • That’ll Do — «Бэйб: Поросёнок в городе» — музыка и слова: Рэнди Ньюман                                                                                               |                                                                                       |
| Лучший монтаж (награду вручал Джим Керри)                      | ★ Майкл Кан — «Спасти рядового Райана» | ★ Майкл Кан — «Спасти рядового Райана»                                                |
| Лучший монтаж (награду вручал Джим Керри)                      | • Симона Пэгги — «Жизнь прекрасна» |                                                                                       |
| Лучший монтаж (награду вручал Джим Керри)                      | • Энн В. Коутс — «Вне поля зрения» |                                                                                       |
| Лучший монтаж (награду вручал Джим Керри)                      | • Дэвид Гэмбл — «Влюблённый Шекспир» |                                                                                       |
| Лучший монтаж (награду вручал Джим Керри)                      | • Билли Вебер, Лесли Джонс, Саар Клейн — «Тонкая красная линия» |                                                                                       |
| Лучшая операторская работа (награду вручала Ума Турман)        | ★ Януш Камински — «Спасти рядового Райана» | ★ Януш Камински — «Спасти рядового Райана»                                            |
| Лучшая операторская работа (награду вручала Ума Турман)        | • Конрад Л. Холл — «Гражданский иск» |                                                                                       |
| Лучшая операторская работа (награду вручала Ума Турман)        | • Реми Адефарасин — «Елизавета» |                                                                                       |
| Лучшая операторская работа (награду вручала Ума Турман)        | • Ричард Грейтрекс — «Влюблённый Шекспир» |                                                                                       |
| Лучшая операторская работа (награду вручала Ума Турман)        | • Джон Толл — «Тонкая красная линия» |                                                                                       |
| Лучшая работа художника (награды вручала Гвинет Пэлтроу)       | ★ Мартин Чайлдс (постановщик), Джилл Куиртьер (декоратор) — «Влюблённый Шекспир»                                                                                       | ★ Мартин Чайлдс (постановщик), Джилл Куиртьер (декоратор) — «Влюблённый Шекспир»      |
| Лучшая работа художника (награды вручала Гвинет Пэлтроу)       | • Джон Мир (постановщик), Питер Хоуитт (декоратор) — «Елизавета» |                                                                                       |
| Лучшая работа художника (награды вручала Гвинет Пэлтроу)       | • Жаннин Клаудия Оппуолл (постановщик), Джей Харт (декоратор) — «Плезантвиль»                                                                                          |                                                                                       |
| Лучшая работа художника (награды вручала Гвинет Пэлтроу)       | • Томас Э. Сандерс (постановщик), Лиза Дин (декоратор) — «Спасти рядового Райана»                                                                                      |                                                                                       |
| Лучшая работа художника (награды вручала Гвинет Пэлтроу)       | • Эудженио Занетти (постановщик), Синди Карр (декоратор) — «Куда приводят мечты»                                                                                       |                                                                                       |
| Лучший дизайн костюмов (награду вручала Вупи Голдберг)         | Сэнди Пауэлл | ★ Сэнди Пауэлл — «Влюблённый Шекспир»                                                 |
| Лучший дизайн костюмов (награду вручала Вупи Голдберг)         | Сэнди Пауэлл | • Коллин Этвуд — «Любимая»                                                            |
| Лучший дизайн костюмов (награду вручала Вупи Голдберг)         | Сэнди Пауэлл | • Александра Бирн — «Елизавета»                                                       |
| Лучший дизайн костюмов (награду вручала Вупи Голдберг)         | Сэнди Пауэлл | • Джудианна Маковски — «Плезантвиль»                                                  |
| Лучший дизайн костюмов (награду вручала Вупи Голдберг)         | Сэнди Пауэлл | • Сэнди Пауэлл — «Бархатная золотая жила»                                             |
| Лучший звук                                                    | ★ Гэри Райдстром, Гэри Саммерс, Энди Нельсон, Рон Джадкинс — «Спасти рядового Райана»                                                                                  | ★ Гэри Райдстром, Гэри Саммерс, Энди Нельсон, Рон Джадкинс — «Спасти рядового Райана» |
| Лучший звук                                                    | • Кевин О’Коннелл, Грег П. Расселл, Кейт А. Вэстер — «Армагеддон» |                                                                                       |
| Лучший звук                                                    | • Кевин О’Коннелл, Грег П. Расселл, Пад Кьюсак — «Маска Зорро» |                                                                                       |
| Лучший звук                                                    | • Робин О’Донохью, Доминик Лестер, Питер Глоссоп — «Влюблённый Шекспир»                                                                                                |                                                                                       |
| Лучший звук                                                    | • Энди Нельсон, Анна Бельмер, Paul 'Salty' Brincat — «Тонкая красная линия»                                                                                            |                                                                                       |
| Лучший монтаж звуковых эффектов                                | ★ Гэри Райдстром, Ричард Химнс — «Спасти рядового Райана» | ★ Гэри Райдстром, Ричард Химнс — «Спасти рядового Райана»                             |
| Лучший монтаж звуковых эффектов                                | • Джордж Уоттерс II — «Армагеддон» |                                                                                       |
| Лучший монтаж звуковых эффектов                                | • Дэвид МакМойер — «Маска Зорро» |                                                                                       |
| Лучшие визуальные эффекты                                      | ★ Джоэл Хайнек, Николас Брукс, Стюарт Робертсон, Кевин Мак — «Куда приводят мечты»                                                                                     | ★ Джоэл Хайнек, Николас Брукс, Стюарт Робертсон, Кевин Мак — «Куда приводят мечты»    |
| Лучшие визуальные эффекты                                      | • Ричард Р. Гувер, Пэт МакКланг, Джон Фрезьер — «Армагеддон» |                                                                                       |
| Лучшие визуальные эффекты                                      | • Рик Бейкер, Хойт Йетмен, Аллен Холл, Джим Митчелл — «Могучий Джо Янг»                                                                                                |                                                                                       |
| Лучший грим                                                    | ★ Дженни Ширкор — «Елизавета» | ★ Дженни Ширкор — «Елизавета»                                                         |
| Лучший грим                                                    | • Луис Бёрвэлл, Конор О’Салливан, Дэниэл Ч. Стрипек — «Спасти рядового Райана»                                                                                         |                                                                                       |
| Лучший грим                                                    | • Лиза Уэсткотт, Вероника МакАлир — «Влюблённый Шекспир» |                                                                                       |
| Лучший документальный полнометражный фильм                     | ★ Последние дни / The Last Days (Джеймс Молл, Кен Липпер) | ★ Последние дни / The Last Days (Джеймс Молл, Кен Липпер)                             |
| Лучший документальный полнометражный фильм                     | • Балетмейстер / Dancemaker (Мэттью Даймонд, Джерри Купфер) |                                                                                       |
| Лучший документальный полнометражный фильм                     | • Ферма: Ангола, США / The Farm: Angola, USA (Джонатан Стэк, Лиз Гарбус)                                                                                               |                                                                                       |
| Лучший документальный полнометражный фильм                     | • Ленни Брюс: Клянусь говорить только правду / Lenny Bruce: Swear to Tell the Truth (Роберт Б. Уайде)                                                                  |                                                                                       |
| Лучший документальный полнометражный фильм                     | • С прискорбием сообщаем / Regret to Inform (Барбара Соннеборн, Джанет Коул)                                                                                           |                                                                                       |
| Лучший документальный короткометражный фильм                   | ★ Личности: Импровизация романа в золотые годы / The Personals (Keiko Ibi)                                                                                             | ★ Личности: Импровизация романа в золотые годы / The Personals (Keiko Ibi)            |
| Лучший документальный короткометражный фильм                   | • Место на земле / A Place in the Land (Чарльз Гуггенхейм) |                                                                                       |
| Лучший документальный короткометражный фильм                   | • Восход над Тяньаньмэнькой площадью / Sunrise Over Tiananmen Square (Shui-Bo Wang, Дональд МакУильямс)                                                                |                                                                                       |
| Лучший игровой короткометражный фильм                          | ★ Вечер выборов / Valgaften (Ким Магнуссон, Андерс Томас Йенсен) | ★ Вечер выборов / Valgaften (Ким Магнуссон, Андерс Томас Йенсен)                      |
| Лучший игровой короткометражный фильм                          | • Культура / Culture (Уилл Спек, Джош Гордон) |                                                                                       |
| Лучший игровой короткометражный фильм                          | • Праздничный романс / Holiday Romance (Alexander Jovy, Дж. Дж. Кейт)                                                                                                  |                                                                                       |
| Лучший игровой короткометражный фильм                          | • Открытки / La Carte Postale (Вивиан Джоффетте) |                                                                                       |
| Лучший игровой короткометражный фильм                          | • Виктор / Victor (Simon Sandquist, Joel Bergvall) |                                                                                       |
| Лучший анимационный короткометражный фильм                     | ★ Банни / Bunny (Крис Уэдж) | ★ Банни / Bunny (Крис Уэдж)                                                           |
| Лучший анимационный короткометражный фильм                     | • Кентерберийские рассказы / The Canterbury Tales (Кристофер Грэйс, Джонатан Маерсон)                                                                                  |                                                                                       |
| Лучший анимационный короткометражный фильм                     | • Джолли Роджер / Jolly Roger (Марк Бейкер) |                                                                                       |
| Лучший анимационный короткометражный фильм                     | • Ещё / More (Марк Осборн, Стив Калафер) |                                                                                       |
| Лучший анимационный короткометражный фильм                     | • Когда заканчивается жизнь / Når livet går sin vej (Карстен Килерих, Стефан Фьелдмарк)                                                                                |                                                                                       |

### Специальные награды
| Награда                                                         | Лауреаты |
| --------------------------------------------------------------- | --- |
| Премия за выдающиеся заслуги в кинематографе (Почётный «Оскар») | ★ Элиа Казан — в знак признания его продолжительной выдающейся профессиональной карьеры, в течение которой, творя, он оказал огромное влияние на саму природу кинорежиссуры как таковую. |
| Награда имени Ирвинга Тальберга                                 | ★ Норман Джуисон |